# Rafael Leitão
Rafael Duailibe Leitão (São Luís, Maranhão, 28 de desembre de 1979), és un jugador d'escacs brasiler, que té el títol de Gran Mestre des de 1998.
A la llista d'Elo de la FIDE de l'abril de 2021, hi tenia un Elo de 2592 punts, cosa que en feia el jugador número 1 (en actiu) del Brasil, i el 31è millor jugador d'Amèrica. El seu màxim Elo va ser de 2652 punts, a la llista de juny de 2014 (posició 101 al rànquing mundial).

## Resultats destacats en competició
Leitão va guanyar el Campionat del món Sub-12 el 1991 a Varsòvia, i el Campionat del món Sub-18 el 1996, a Cala Galdana. Ha estat sis cops Campió del Brasil, els anys 1996, 1997, 1998, 2004, 2011, i 2013.
El 2001 fou 4t al Campionat Sud-americà d'escacs (Torneig Zonal 2.4 de la FIDE), celebrat a Sao Paulo, rere el campió Giovanni Vescovi, Darcy Lima (2n), i Gilberto Milos (3r). A finals de 2005, va participar en la Copa del món de 2005 a Khanti-Mansisk, un torneig classificatori per al cicle del Campionat del món de 2007, on tingué una bona actuació, tot eliminant en primera en Dmitri Iakovenko, i essent eliminat en segona ronda per Paco Vallejo.
El 2006 fou tercer al Torneig 65 Anos da Federaçao a Sao Paulo, rere Alexandr Fier (1r) i Gilberto Milos (2n). També fou tercer al VII Obert Internacional d'Escacs de Figueres Miquel Mas; (el campió fou el polonès Dariusz Szoen). A l'Olimpíada d'escacs de 2006, a Torí, va aconseguir una medalla d'argent individual per la seva actuació al tercer tauler de l'equip brasiler, amb 8/10 punts.
L'agost de 2009 va participar al 8è Campionat Panamericà per equips, celebrat a Mendes (Rio de Janeiro), i hi obtingué la medalla d'or individual al segon tauler.
Va participar en la 26a edició del Campionat del món d'escacs per correspondència, que va començar l'estiu de 2010.
L'agost de 2013 participà en la Copa del Món de 2013, on tingué una actuació regular, i arribà a la segona ronda, on fou eliminat per Aleksandr Morozévitx ½-1½. El desembre de 2013 es proclamà campió del Brasil per sisè cop en la seva carrera.